# 聖母登山步道

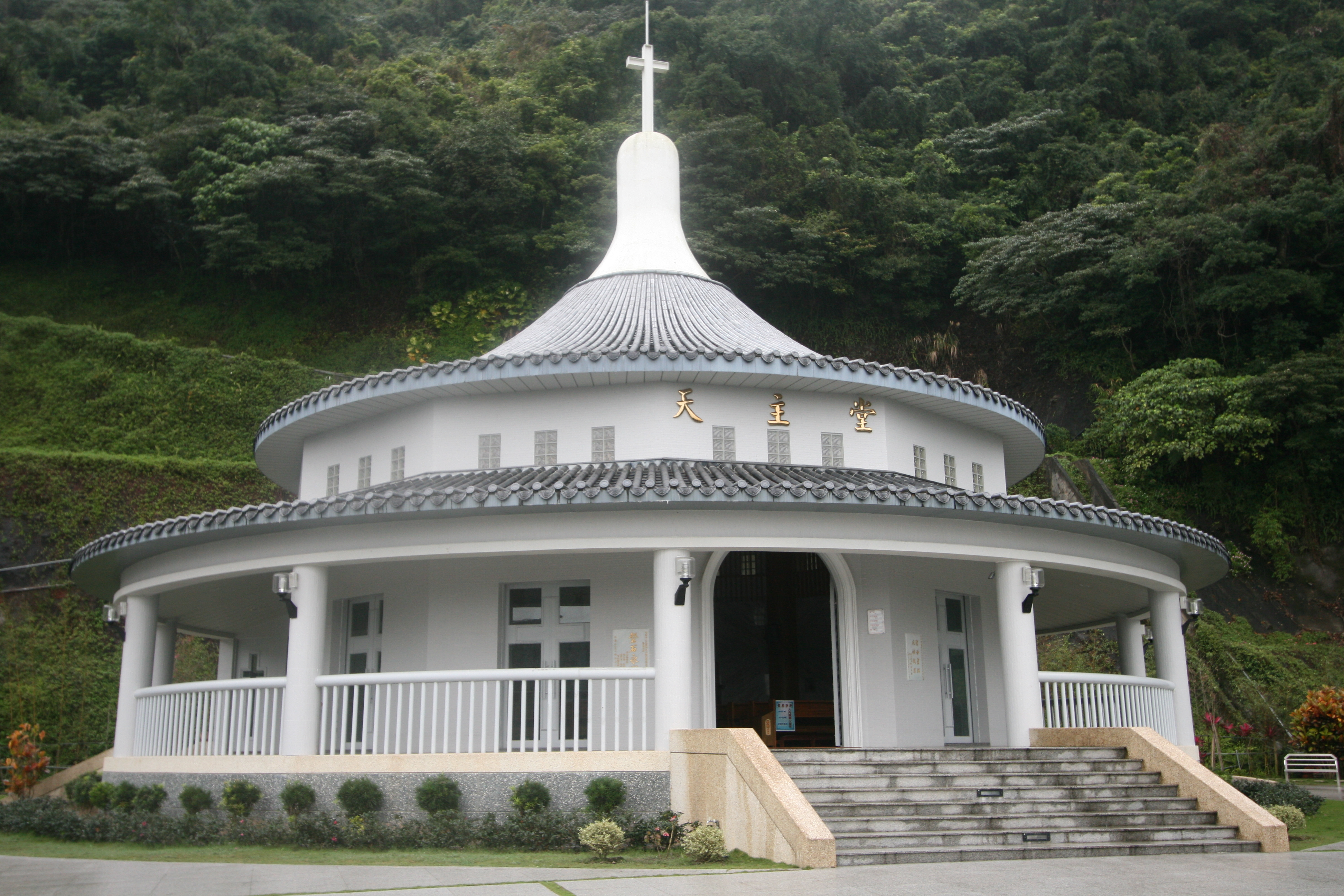
五峰旗聖母朝聖地天主堂

聖母登山步道，起點為台灣宜蘭縣礁溪鄉五峰旗瀑布風景區，終點為觀景平台。途經天主堂、涼亭、景觀平台及聖母山莊，並為通往三角崙山的中繼站，由林務局轄管。

## 歷史
民國68年（1979年），天主教羅東靈醫會巴瑞士修士為了在山上興建聖母山莊而開闢此步道。
民國69年（1980年）11月9日，自強登山隊的五名隊員從坪林越嶺三角崙山，準備從礁溪下山時，因中途迷路，時間拖延至夜晚，最後因白衣人影而成功脫險。事後報至天主教台北總教區，而興建聖母朝聖地。

## 基本資料
| 里程         | 步道類型           | 海拔高度    | 路面狀況       |
| ------------ | ------------------ | ----------- | -------------- |
| 單程5.33公里 | 郊山步道，必須折返 | 180~950公尺 | 產業道路、山徑 |

## 外部連結
- 自然步道 - 聖母登山步道 - 山林悠遊網 （页面存档备份，存于）
- 旅遊資訊 - 自然步道 - 聖母登山步道 （页面存档备份，存于）
- 天主教五峰旗聖母朝聖地 （页面存档备份，存于）